# Assyrtiko

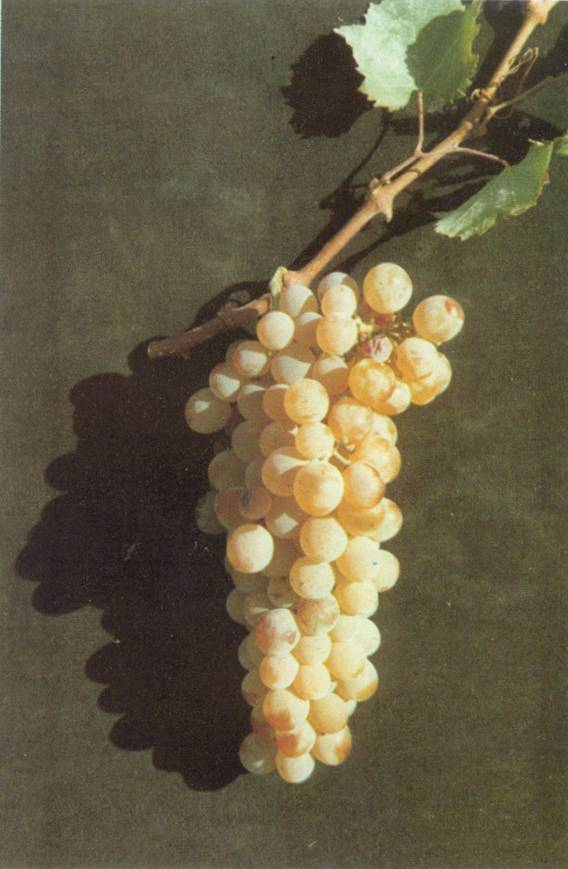
Assyrtiko-druif

De Assyrtiko is een witte druivensoort uit Griekenland. Uit recent DNA-onderzoek is gebleken dat het een kruising is tussen twee andere Griekse variëteiten, namelijk de Gaidouria en de Platani.

## Geschiedenis
De oorsprong van deze soort ligt op Thera, een Grieks eiland in de Egeïsche Zee, behorende bij de eilandengroep Cycladen.

## Kenmerken
Sterke groeier, die teruggesnoeid moet worden om er voor te zorgen dat het vocht niet in de grote takken blijft zitten, maar daar waar het wel gewenst wordt en dat is in de druif. Resistent tegen echte meeldauw en valse meeldauw en kan ook goed tegen de droogte. Vanwege de harde schors kan deze druif ook goed tegen de harde wind, die vaak op de eilanden waait. De trossen zijn compact met grote druiven, die een grote hoeveelheid wijnsteenzuur vasthouden. Zeer late bloei en late oogst.
De wijn is fris, krachtig en mineraal.

## Gebieden

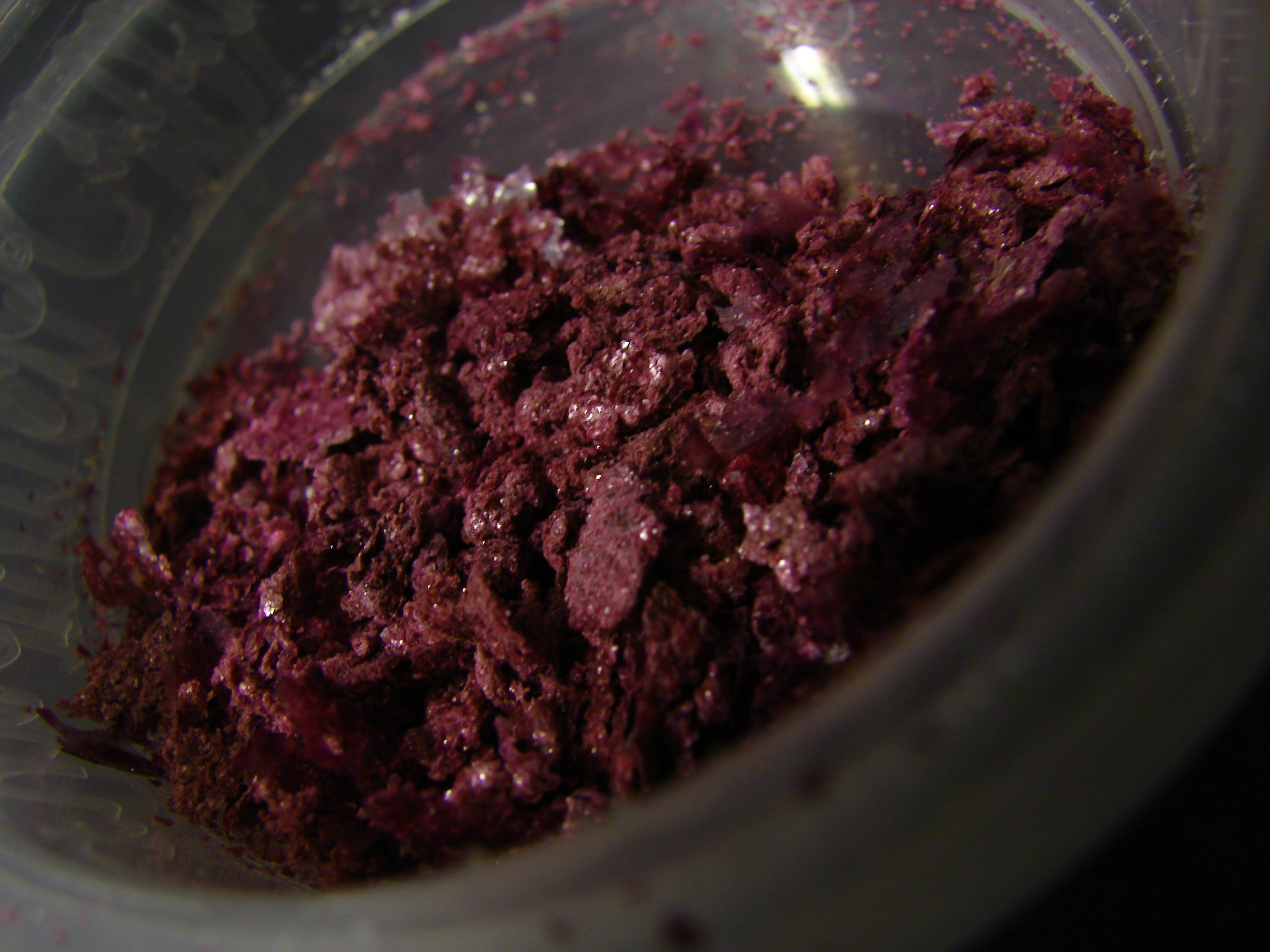
Wijnsteenzuur van druivensap

Omdat dit ras zo goed in staat is om zijn zuurgraad te behouden, zijn wijnboeren in heel Griekenland stukken gaan aanplanten. In totaal is nu al ruim 1700 hectare met deze druif aangeplant. Ook in het noorden van Griekenland, bijvoorbeeld op het noordoostelijke schiereiland Chalcidice is een programma van start gegaan om deze druif massaal aan te planten.

## Synoniemen[1]
- Arcytico
- Asirtico
- Assyrtico
- Asurtico
- Asyrtiko